# I giganti di Roma
I giganti di Roma è un film del 1964 diretto da Antonio Margheriti.

## Trama
Al fine di sferrare l'attacco decisivo contro Vercingetorige, Giulio Cesare incarica Claudio Marcello ed altri tre suoi legionari di individuare e distruggere una grossa catapulta costruita dai druidi. I valorosi sono però fatti prigionieri. Riescono comunque a fuggire e Claudio Marcello condurrà a termine la rischiosa impresa affidatagli, distruggendo la micidiale macchina proprio mentre i due eserciti avversari stanno per iniziare la battaglia. Dopo la vittoria dei Romani elogiato da Giulio Cesare, Claudio Marcello si recherà a Roma insieme alla donna che ama.